# Vestiges gallo-romains d'Andernos-les-Bains
Les vestiges gallo-romains d'Andernos-les-Bains sont des substructions gallo-romaines situées à Andernos-les-Bains, en France.

## Localisation
Ces vestiges sont situés dans l'ancien cimetière au sud de l'église Saint-Éloi de la commune d'Andernos-les-Bains, dans le département français de la Gironde.

## Historique
Les vestiges ont les apparences d'une basilique. Le vaisseau principal se termine par une abside qu'épaulent des contreforts. Un mur circulaire entoure l'abside. Des locaux annexes existent de chaque côté de la nef. La construction est faite de petits moellons sommairement équarris avec hourdis en mortier de chaux.
Le site archéologique a été classé au titre des monuments historiques en 1933.

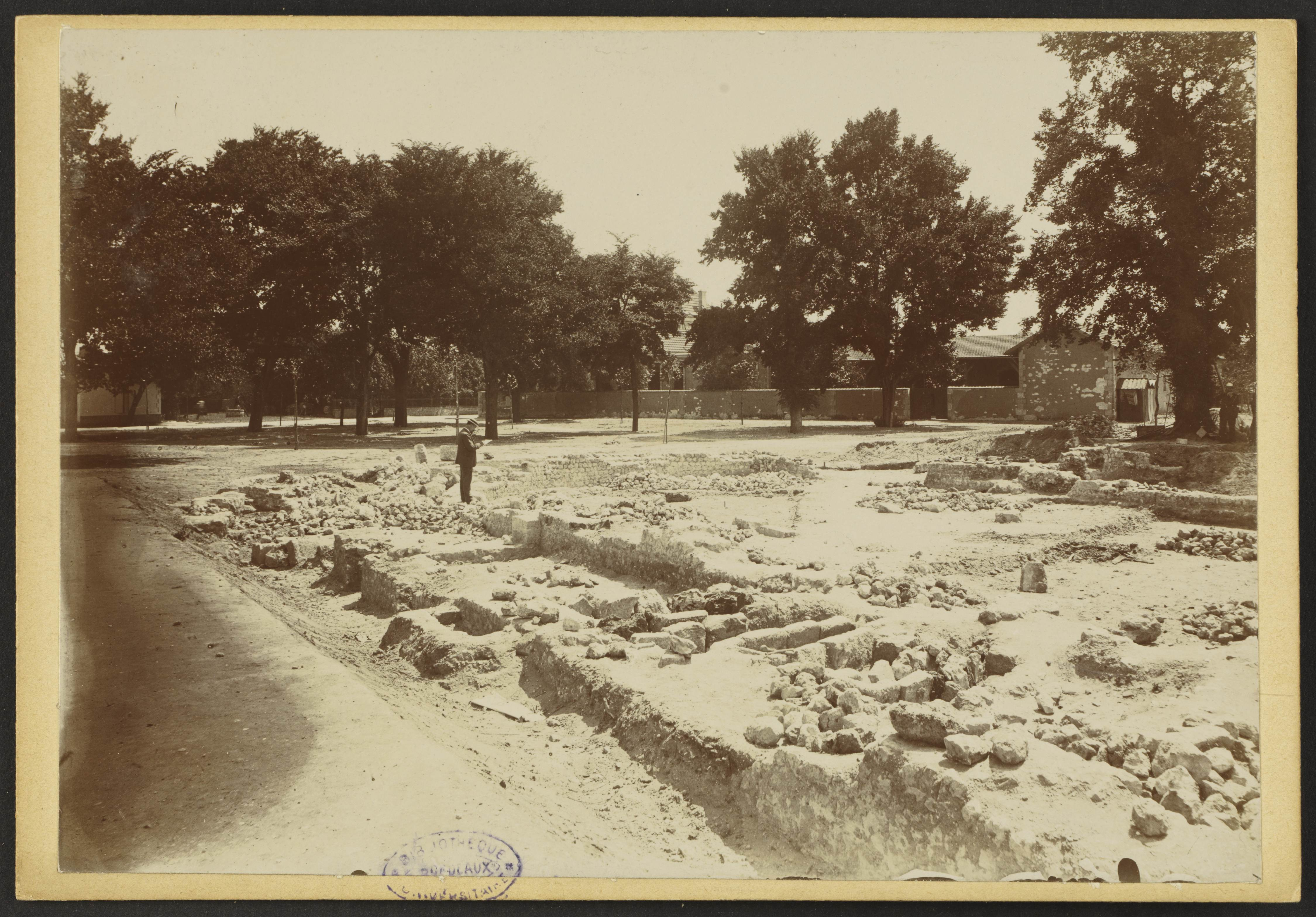
Photos Jean-Auguste Brutails
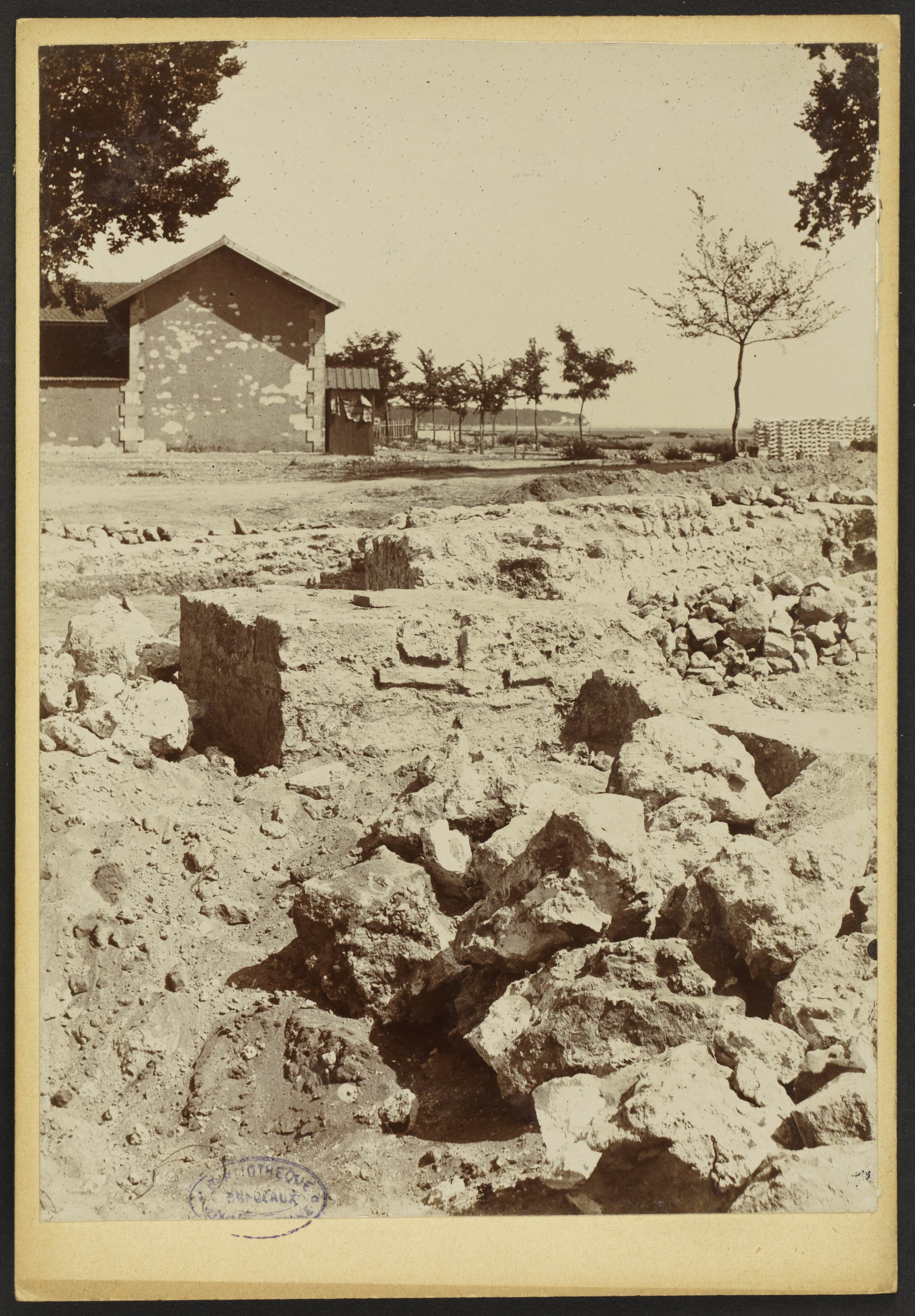
Vers le sud
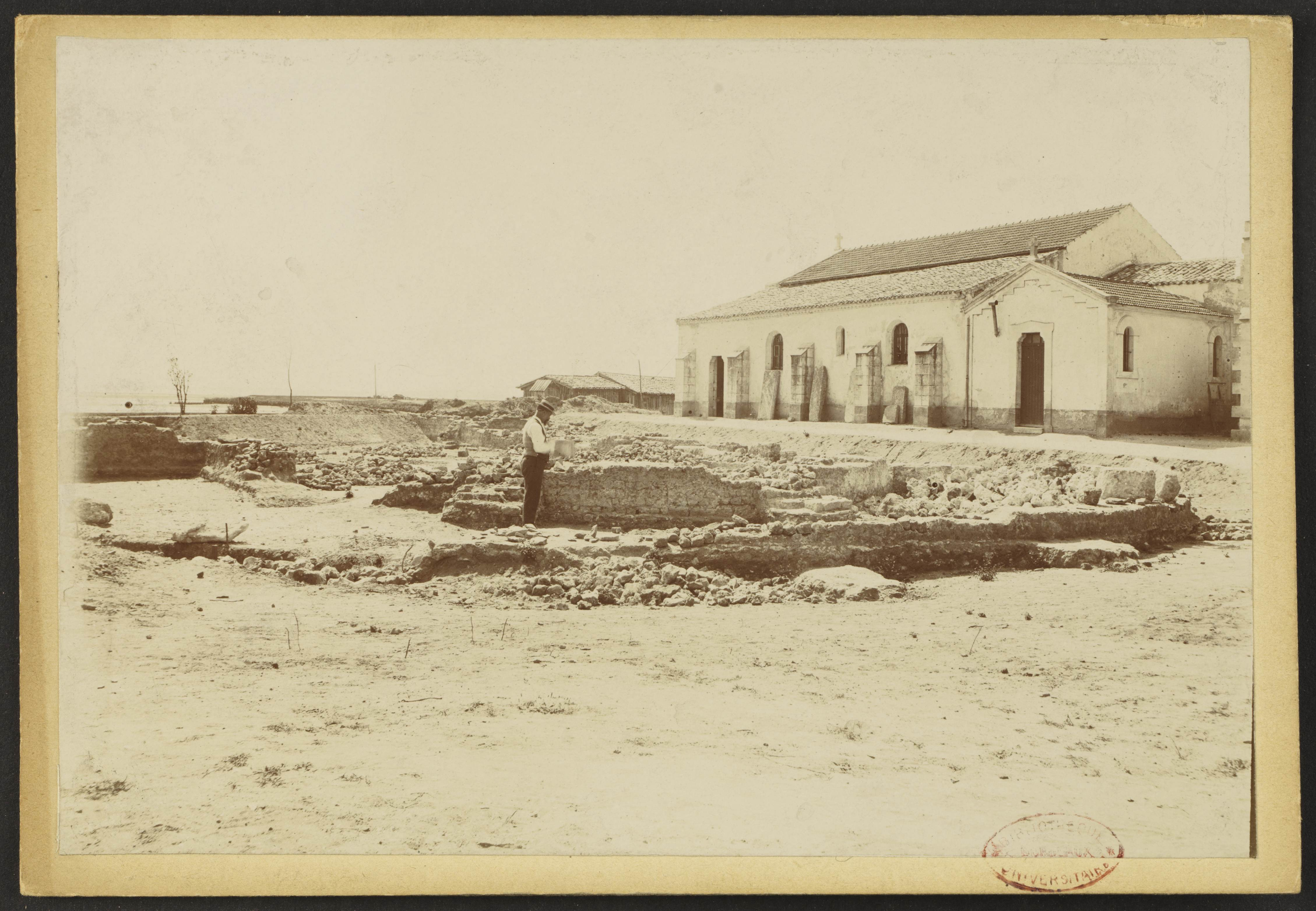
Vers le nord (église)
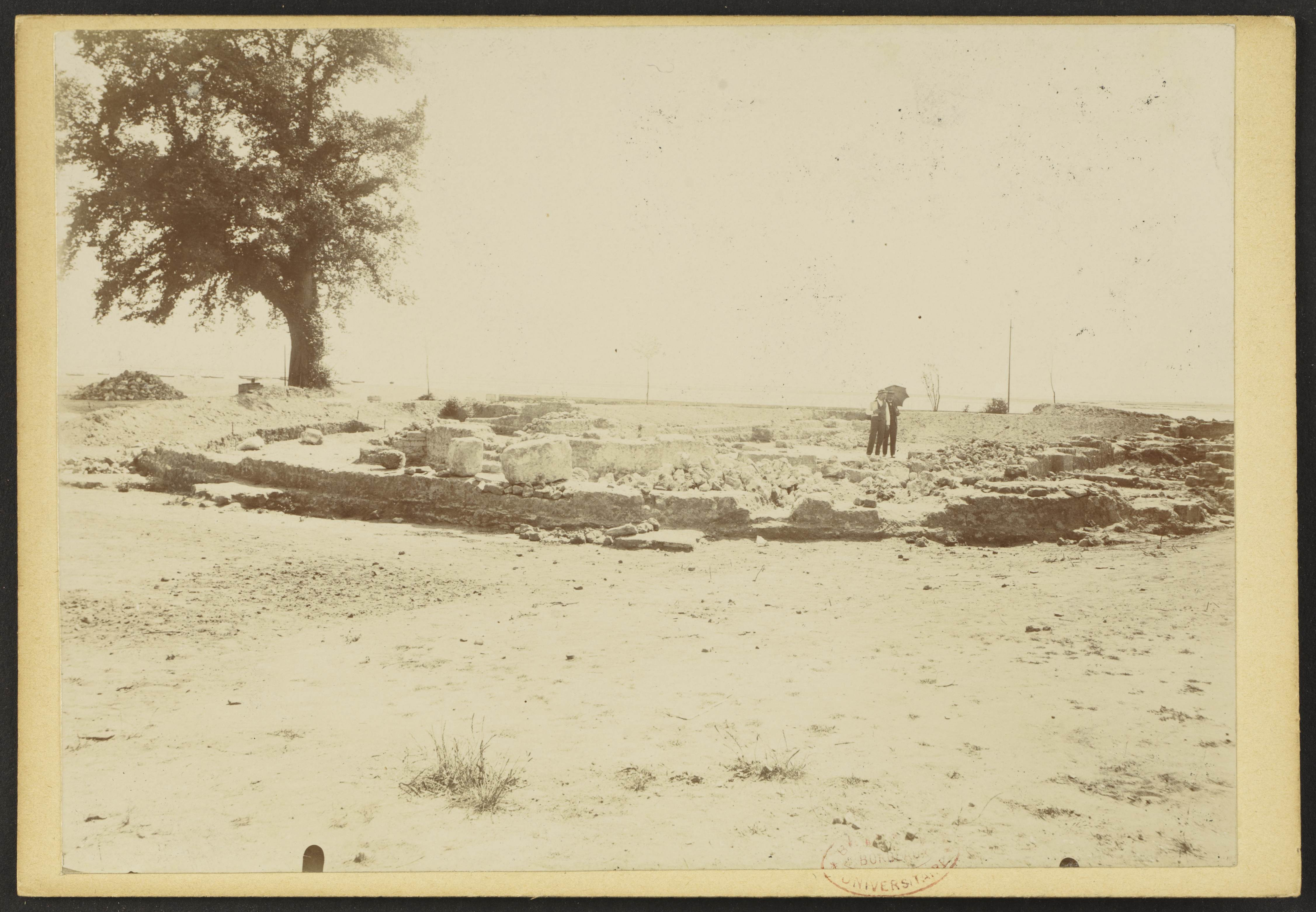
Vers l'ouest (bassin d'Arcachon)

## Galerie

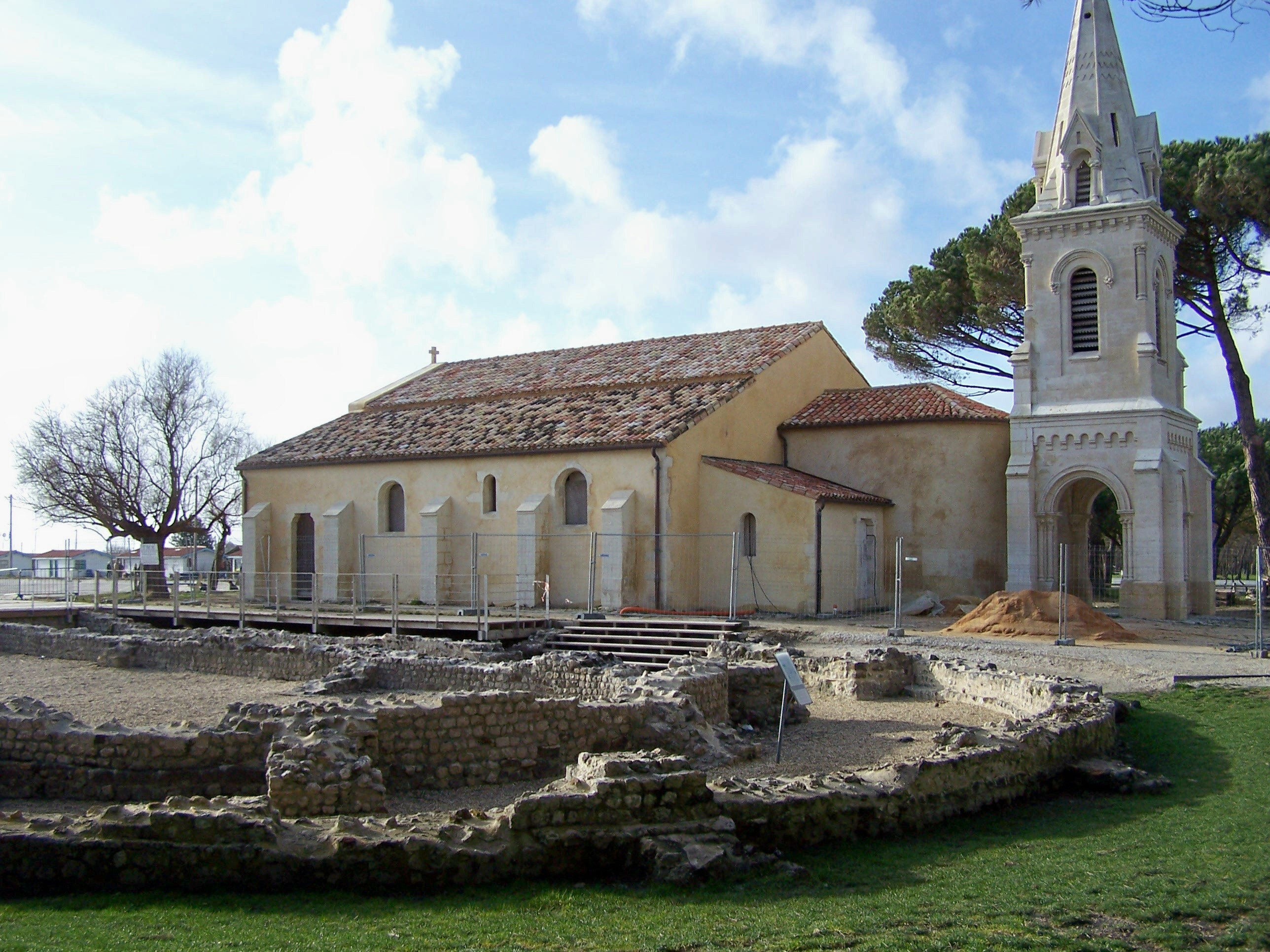
Les vestiges devant l'église Saint-Éloi (mars 2009)
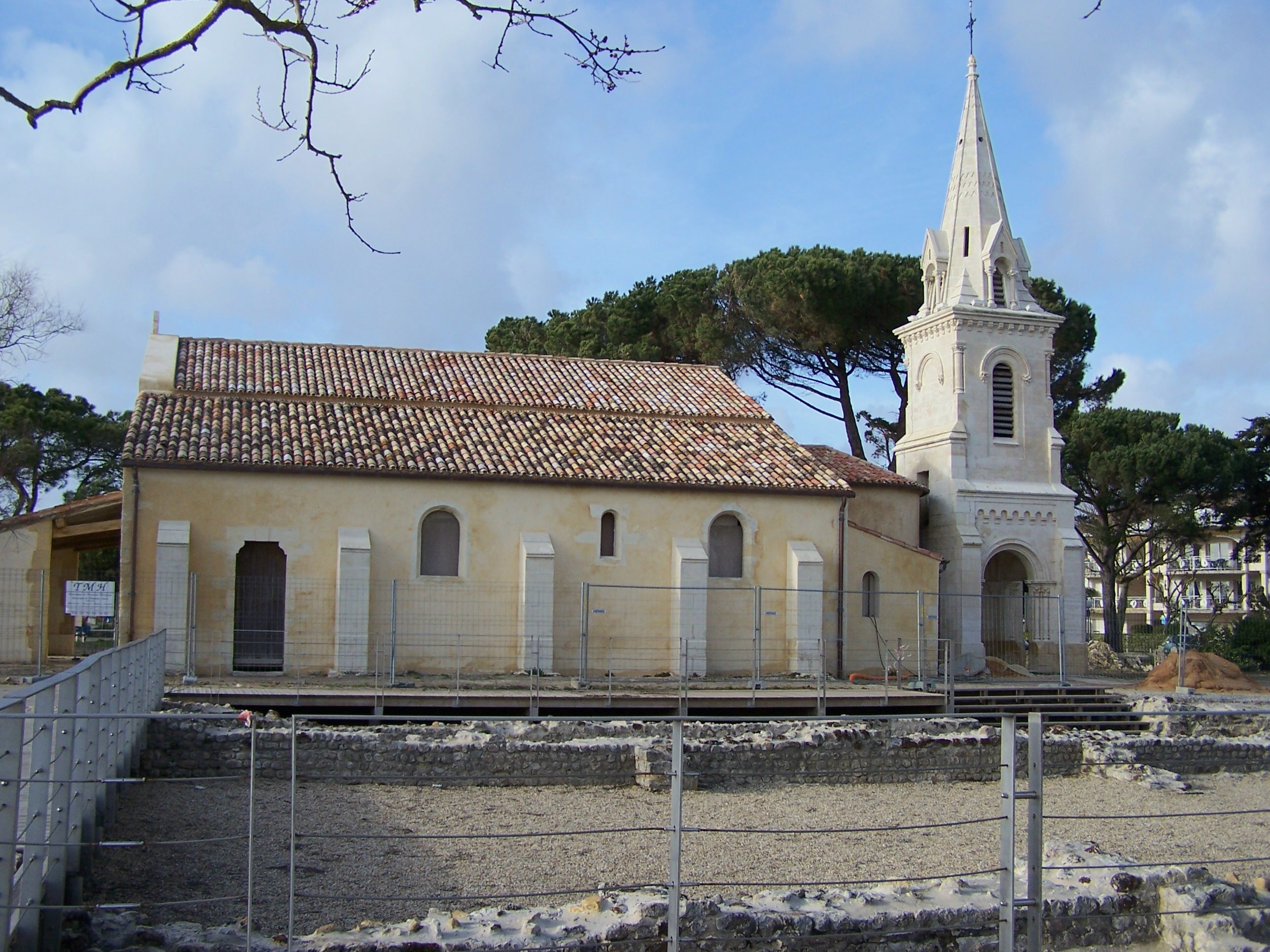
Autre vue (mars 2009)